# Billy Paul

Paul Williams (Filadélfia, 1 de dezembro de 1934 — Blackwood, 24 de abril de 2016)  conhecido profissionalmente como Billy Paul, foi um cantor de soul americano vencedor do Grammy, conhecido por seu single nº 1 de 1972, "Me and Mrs. Jones", bem como o álbum de 1973 e o single War of the Gods, que mistura seus estilos mais convencionais de pop, soul e funk com influências eletrônicas e psicodélica
Ele foi um dos muitos artistas associados ao som soul da Filadélfia, criado por Kenny Gamble, Leon Huff e Thom Bell. Paul foi identificado por seu estilo vocal diversificado, que variava de suave e emotivo a baixo e rouco. Questlove do The Roots equiparou Paul a Marvin Gaye e Stevie Wonder, chamando-o de "um dos proprietários criminosamente não mencionados da música dos direitos civis pós-revolução socialmente consciente dos anos 60".

## Biografia
Nascido e criado na Filadélfia, Pensilvania, Paul começou sua carreira quando tinha doze anos, aparecendo em programas de rádio local. Ouvindo em casa a coleção de sua família de 78s, Paul começou a desenvolver um estilo vocal que viria a incorporar traços de jazz, R&B e pop.
Realizou algumas gravações durante a década de 1950, mas só despontou como vocalista de R&B na década de 1970. Paul foi aluno da Temple University, West Filadélfia Music School, e da Escola de Música Granoff, estudando treinamento vocal formal. Trocando do rock para o soul e para as baladas pop, ele logo se tornou conhecido através de suas apresentações no circuito underground musical, na Filadélfia. A popularidade de Paul cresceu e o levou a aparições em clubes e em campi universitários a nível nacional. Isto levou a novas oportunidades, a partir de então, onde apareceu em concertos com nomes como Charlie Parker, Dinah Washington, Nina Simone, Miles Davis, The Impressions, Sammy Davis, Jr. e Roberta Flack.
Paul formou um trio e gravou seu primeiro disco, "Why Am I" para a Jubilee Records antes de ser convocado para as forças armadas. Após a sua baixa do serviço militar, gravou seu primeiro álbum no estilo soul da Filadélfia, Feeling Good at the Cadillac Club combinando Billy Paul com canções de Gamble e Huff  e foi lançado pelo selo Gamble. Este foi seguido por Ebony Woman, uma versão mais comercial com Gamble & Huff. Seu primeiro sucesso veio com "Ebony Woman" - que já havia sido gravada anteriormente, em 1959, mas não tinha vingado -, no disco homônimo de 1970, que lhe rendeu um contrato com a gravadora Philadelphia International. Dois anos depois, emplacava o sucesso que virou sua marca, "Me and Mrs. Jones", no primeiro posto das paradas de R&B. A canção fazia parte do LP 360 Degrees of Billy Paul.
Em 1973, Thanks for Saving My Life, do álbum War of the Gods, repetiu o feito, com seu estilo elegante, porém arrebatado. O álbum contém ainda Only the Strong Survive e uma versão de "Your Song" de Elton John.
O disco ao vivo Live in Europe (1974) revelava as inclinações jazzísticas cultivadas em meio ao baladismo de seu repertório. Vieram depois os álbuns When Love is New, Got My Head on Straight, Let 'Em In, Only The Strong Survive? cuja faixa-título ficou como um clássico da disco music - e First Class. Após seis anos sem gravar, voltou com Lately (1985), que incluía "Sexual Therapy", claramente inspirada no clássico de Marvin Gaye, "Sexual Healing". Em 1989, depois de Wide Open, Billy Paul anunciou a aposentadoria e se limitou a realizar apresentações nostálgicas pelo mundo, incluindo o Brasil, onde esteve por várias oportunidades. Em 1996, saiu o CD Very Best Of e, em 2000, Live: World Tour.
Em 1974, Billy tentou chocar novamente, desta vez, sem sucesso, com o seu disco seguinte, Am I Black Enough for You? (Sou negro o bastante para você?); nenhuma rádio quis tocar a música, e foi um fracasso total. No mesmo ano, ele retoma sua posição de hitmaker com mais um sucesso, quase uma ironia, Thanks for Saving My Life, a música ficou entre as dez mais tocadas da parada soul.
Paul continuou a trabalhar e a gravar durante os anos 1980, sem muita projeção, apesar de fazer relativo êxito no Brasil com a balada Amanhã que é um sucesso de Sandra de Sá. Pelo selo Total Experience, Billy lançou o álbum Lately em 1985. Em Londres, 1989, anunciou sua aposentadoria. Depois disso continuou fazendo turnês e apresentando-se em clubes. Em 2000, saiu o álbum ao vivo, Live World Tour.
Em 2003, Billy Paul entrou numa disputa judicial com seus antigos amigos Gamble e Huff, pelos direitos da reprodução do sucesso, Me and Mrs. Jones. Ganhou 500 000 dólares no processo, por royalties que não haviam sido pagos desde a época do lançamento do hit. Seu mais recente disco lançado foi em 2005, Live, com uma coletânea dos seus sucessos da carreira.
Tinha um carinho muito grande pelo Brasil, vindo quase todo ano para tocar no país. Durante sua estada em cidades como Rio de Janeiro e São Paulo, é comum vê-lo frequentando bares da cidade como uma pessoa dentre muitas outras.
Realizou em Fortaleza, no dia 1 de janeiro de 2013, um show no réveillon, onde tocou após a virada do ano.
Faleceu em 24 de abril de 2016, devido a problemas de saúde, causados por um câncer pancreático.

## Prêmios e honrarias
Me and Mrs. Jones foi um Nº 1 nos Hot 100 Hits dos E.U.A. pelas três últimas semanas de 1972, vendendo dois milhões de cópias (single status platina), e isto o levou a ganhar um Prêmio Grammy de melhor vocal masculino de R&B. O disco de ouro e o single de platina despontou o artista nas paradas mundiais, incluindo no Reino Unido, onde o single entrou na Top 20 do Reino Unido (UK Singles Chart) chegando a 12ª posição no início de 1973. Nos anos desde então, a música teve, por diversas vezes, alguns covers, principalmente por Freddie Jackson em 1992.
Além de receber o Grammy, Paul ganhou vários prêmios Ebby (dada pelos leitores da revista Ebony); foi o recipiente do prêmio da American Music Awards, do prêmio NAACP Image Awards e de inúmeras proclamações e chaves de várias cidades dos Estados Unidos. Ele também fez turnês internacionais no Reino Unido e América Latina.
Billy Paul é muito carismático. Nos shows pelo Brasil estende a apresentação ao máximo, arrisca algumas palavras em português e se a distância permite, cumprimenta as pessoas próximas ao palco. E não satisfeito, sempre que possível, faz questão de descer do palco para cantar em meio ao público. em sua última visita ao Brasil em setembro de 2010 visitou uma favela no Rio de Janeiro. Declara se sentir muito bem com os moradores. e foi o primeiro cantor internacional a se apresentar, no Parque Madureira.

## Discografia

### Singles
- 1969 Bluesette / Somewhere(Gamble) (Disco promocional)
- 1972 Me and Mrs. Jones  (Philadelphia International ZS7 3521)
- 1972 This Is Your Life (Philadelphia International ZS8 3751)
- 1973 Brown Baby (Epic S EPC 1313) (na Grã-Bretanha e na Alemanha)
- 1973 Thanks For Saving My Life (Philadelphia International ZS7 3538)
- 1974 The Whole Town's Talking (Philadelphia International S PIR 2225)
- 1975 Billy's Back Home (Philadelphia International ZS8 3563)
- 1975 I Think I'll Stay Home Today (Philadelphia International ZS9 3105)
- 1975 People Power / I Want 'Cha Baby (Philadelphia International S PIR 4461) (na Grã-Bretanha)
- 1975 July, July, July, July (Philadelphia International Records S PIR 3274) (na Grã-Bretanha e em Portugal)
- 1975 Let's Make A Baby / My Head's On Straight (Philadelphia International ZS8 3584)
- 1976 I Trust You (Philadelphia International S PIR 4944) (na Grã-Bretanha)
- 1977 Don't Give Up On Us / The Times Of Our Lives (Philadelphia International S PIR 6276) (na Grã-Bretanha)
- 1977 Your Song (Philadelphia International S PIR 5391) (na Grã-Bretanha)
- 1978 Everybody's Breaking Up (Philadelphia International S PIR 5983) (na Grã-Bretanha)
- 1978 Solo Los Fuertes Sobreviven (Philadelphia International PIR 5699) (na Espanha)
- 1979 Bring The Family Back (Philadelphia International S PIR 7456) (na Grã-Bretanha)
- 1979 False Faces (Philadelphia International 4Z8 3706)
- 1979 False Faces/I Gotta Put This Life Down (Philadelphia International ZS8 3699)
- 1979 It's Critical / Bring The Family Back (Philadelphia International 2Z8 3678)
- 1979 You're My Sweetness / Me & Mrs. Jones (Philadelphia International ZS9 3736)
- 1983 Me & Mrs. Jones / Let's Make A Baby (Old Gold OG 9308) (na Grã-Bretanha)
- 1985 Lately (Total Experience Records FB 49899) (na Grã-Bretanha)
- 1987 Only The Strong Survive / I'll Always Love My Mama (	Philadelphia International Records 4ZH 07558)

### Álbuns
| Ano  | Álbuns                              | Label                                                                 |
| ---- | ----------------------------------- | --------------------------------------------------------------------- |
| 1968 | Feelin' Good at the Cadillac Club   | Gamble SG 5002 (Relançado pela Philadelphia International KZ 32119)   |
| 1970 | Ebony Woman                         | Neptune NLPS 201 (Relançado pela Philadelphia International KZ 32118) |
| 1971 | Going East                          | Philadelphia International KZ 30580                                   |
| 1972 | 360 Degrees Of Billy Paul           | Philadelphia International KZ 31793                                   |
| 1973 | War of the Gods                     | Philadelphia International KZ 32409                                   |
| 1974 | Live in Europe                      | Philadelphia International KZ 32952                                   |
| 1975 | Got My Head on Straight             | Philadelphia International KZ 33157                                   |
| 1975 | When Love Is New                    | Philadelphia International KZ 33843                                   |
| 1976 | Let 'Em In                          | Philadelphia International KZ 34389                                   |
| 1977 | Only the Strong Survive             | Philadelphia International KZ 34923                                   |
| 1979 | First Class                         | Philadelphia International KZ 35756                                   |
| 1980 | Best of Billy Paul                  | Philadelphia International Z 2-36314                                  |
| 1981 | Billy Paul e outros - Live On Stage | Philadelphia International FZ 37683                                   |
| 1983 | Billy Paul                          | Scoop 33 7SR 5019 (na Grã-Bretanha)                                   |
| 1985 | Lately                              | Total Experience TEL8-5711                                            |
| 1985 | Sexual Therapy                      | Total Experience PB 49933 (Europa)                                    |
| 1988 | Wide Open                           | Ichiban ICH 1025                                                      |
| 1994 | The Very Best Of                    | Sony Music VER 478193 2 (França)                                      |